# Watsonarctia centralasiae
Watsonarctia centralasiae är en fjärilsart som beskrevs av Bang-haas 1927. Watsonarctia centralasiae ingår i släktet Watsonarctia och familjen björnspinnare. Inga underarter finns listade i Catalogue of Life.